# Aaron Lennon
Pour les articles homonymes, voir Lennon.
Aaron Lennon, né le 16 avril 1987 à Leeds, est un footballeur international anglais qui évolue au poste de milieu de terrain.

## Carrière

### En club
Formé à Leeds United, Aaron Lennon prend part à sa première rencontre au niveau professionnel à l'occasion d'un match de Premier League contre Tottenham (défaite 2-1). Il inscrit son premier but avec l'équipe première de Leeds face à Sunderland (victoire 2-3).
Lennon prend part à quarante-trois rencontres toutes compétitions confondues avant de s'engager avec Tottenham Hotspur début juin 2005. En août de la même année, Aaron Lennon fait ses débuts avec les Spurs lors d'une défaite contre le Chelsea FC. Le 18 mars 2006, il marque son premier but avec Tottenham en Premier League à l'occasion d'une victoire 2-0 contre Birmingham City.
Apprécié des supporters de Tottenham Hotspur, il signe un nouveau contrat de quatre ans le 28 mars 2006.
Il est nommé pour le prix du meilleur jeune joueur de Premier League de la saison 2005-2006, récompense finalement attribuée au joueur de Manchester United Wayne Rooney. Nommé également pour cette même distinction lors de la saison 2006-2007, il finit troisième derrière Cristiano Ronaldo de Manchester United et Cesc Fàbregas d'Arsenal.
Lennon est le second des buteurs de Tottenham Hotspur, lors d'un match remporté 2-1 contre Chelsea FC le 5 novembre 2006. Il s'agit alors de la première victoire des Spurs contre Chelsea FC à White Hart Lane en Premier League depuis dix-neuf ans.
Il prolonge de nouveau son contrat le 8 janvier 2007, pour cinq ans et demi.
Le 2 février, et dans les toutes dernières heures du mercato hivernal 2015, Aaron Lennon est prêté à Everton pour le reste de la saison 2014-2015 après avoir participé à neuf rencontres (trois titularisations) avec les Spurs de Tottenham. Le 7 février 2015, il joue son premier match avec le club lors du derby du Merseyside face au Liverpool FC en entrant à la place de Kevin Mirallas.
Le 1er septembre 2015, il s'engage pour trois ans avec l'Everton FC. En manque de temps de jeu, Lennon quitte Everton en janvier 2018 après avoir inscrit neuf buts en soixante-dix-sept matchs toutes compétitions confondues. Il s'engage en effet pour deux ans et demi avec le Burnley FC le 23 janvier 2018.
Il inscrit un but en cinquante-cinq matchs avec Burnley avant d'être libéré à l'issue de son contrat le 30 juin 2020.
Début septembre 2020, il s'engage pour deux saisons avec le club turc de Kayserispor.

### En sélection nationale
Aaron Lennon est sélectionné en équipe espoirs d'Angleterre en octobre 2005. Le 8 mai 2006, il est retenu par Sven-Göran Eriksson pour participer à la Coupe du monde 2006 en Allemagne avec l'équipe d'Angleterre.
Il fait sa première apparition sous les couleurs de l'équipe nationale le 2 juin 2006 en entrant en seconde période lors d'un match gagné 6-0 contre la Jamaïque.
Lors de la Coupe du monde 2006, Lennon est la doublure de David Beckham sur le côté droit et participe à son premier match de Coupe du monde lors de la victoire anglaise 2-0 contre Trinité-et-Tobago, en phase de groupes. Il joue également lors de l'élimination de la sélection aux trois lions en quarts de finale, contre le Portugal, profitant de la blessure de David Beckham. L'Angleterre s'incline à l'issue de la séance de tirs au but.
Écarté du groupe anglais pour l'Euro 2008, Lennon est rappelé par Fabio Capello en mars 2009 pour affronter la Slovaquie et l'Ukraine. Il dispute ensuite la Coupe du monde 2010 durant laquelle il joue deux matchs.

## Palmarès

### En club
- Tottenham Hotspur
  - Vainqueur de la Coupe de la Ligue anglaise en 2008
  - Finaliste de la Coupe de la Ligue anglaise en 2009.